# Danilo Popivoda
Danilo Popivoda (serbocroat: Данило Попивода)  (Lovćenac, 1 de maig de 1947 - Bijela, 9 de setembre de 2021) fou un futbolista eslovè nascut a Sèrbia de la dècada de 1970.
Fou 20 cops internacional amb la selecció iugoslava, amb la qual participà en la Copa del Món de futbol de 1974.